# 점토

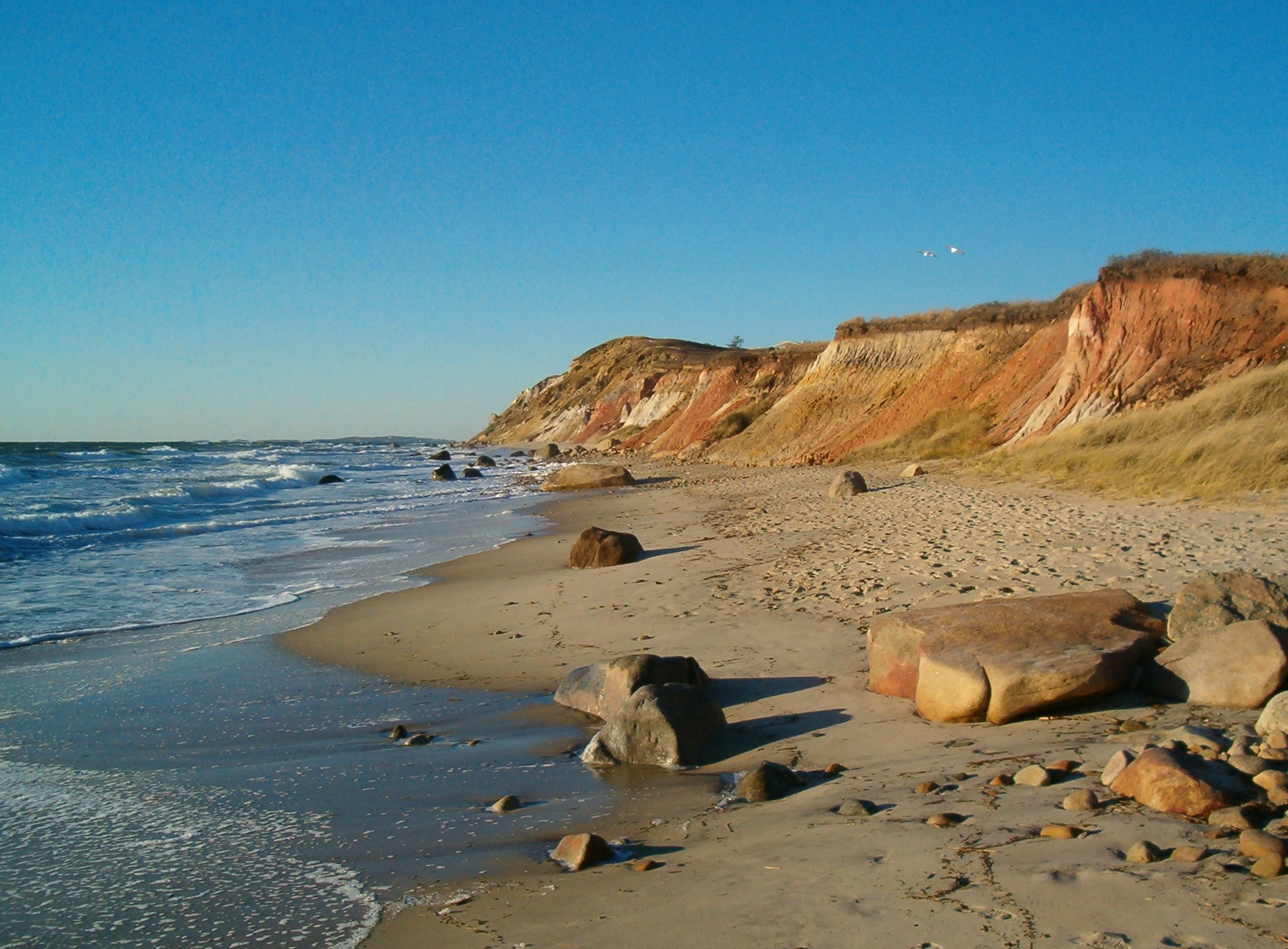
마사의 포도밭에 있는 게이헤드 절벽은 거의 전부 점토로 이루어져 있다.

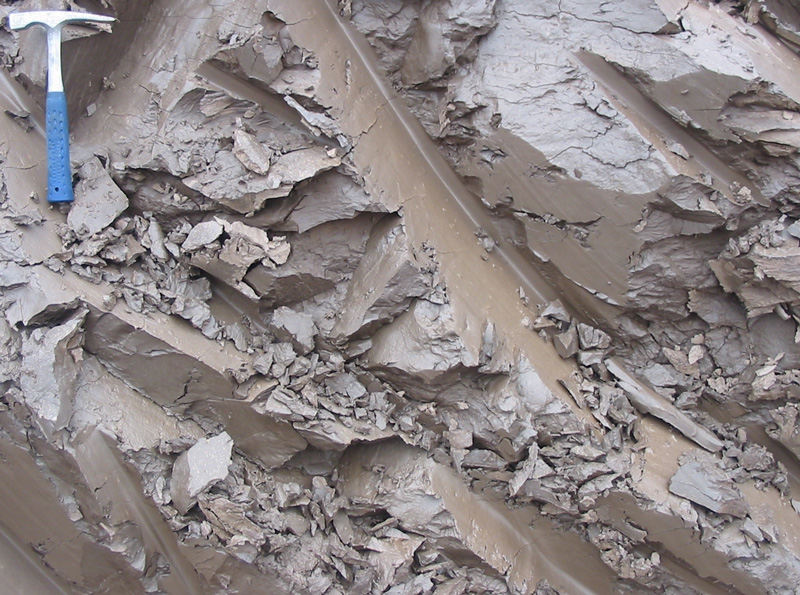
에스토니아에 있는 점토

점토(粘土) 또는 찰흙은 입자크기가 작고 무른 흙이다. 국제토양학회나 미국농무성 규정에 의하면 입경이 0.002mm 이하인 흙이다. 비교적 점토입자를 많이 함유한 점성이 많은 세립토로서 가늘고 긴 형상을 가진 흙을 말하며, 특히 0.001mm 이하는 콜로이드(colloid)라 부른다.
철분의 다소에 따라 회색이나 갈색 등의 빛깔이 생긴다. 차진 것을 도토(陶土) 또는 아질(argil)이라 하여, 벽돌, 기와, 시멘트, 도자기 등의 원료로 쓰인다.

## 구성
암석이 풍화·분해되면서 주로 규소(硅素,실리키움)·알루미늄과 물이 결합하여 점토광물이 이루어진다. 점토광물은 운모와 같은 구조를 가졌는데, 2층구조 또는 3층구조인 것도 있다. 전자는 카올린류, 후자는 몬모릴로나이트·일라이트 등이며, 층 사이에 물·칼륨·철·마그네슘 등이 들어가 여러 가지 점토광물을 이룬다. 석영 SiO2 이외의 조암광물은 모두 분해하여 점토광물이 된다.

| 점토 광물       | 점토        | 활성도(A)                       | 공학적 안정성 | 팽창, 수축성 |
| --------------- | ----------- | ------------------------------- | ------------- | ------------ |
| Kaolinite       | 비활성 점토 | < 0.75                          | 안정          | 작다         |
| Illite          | 보통 점토   | {\displaystyle 0.75\leq A<1.25} | 보통          | 보통         |
| Montmorillonite | 활성 점토   | > 1.25                          | 불안정        | 크다         |

카올리나이트는 단위질량당 표면적이 작고 공학적으로 안정적이다. 반면 몬모릴로나이트는 물을 많이 흡수할 수 있고 그에 따라 체적 변화가 많이 생긴다. 건설현장에서 몬모릴로나이트가 포함된 점토가 많다는 것은 흙이 물을 흡수하거나 배출함에 따라 팽창하거나 수축하기 쉽다는 것을 의미하므로 좋지 않다. 이런 지반을 연약지반으로 보며 별도의 공법을 통해 안정화를 해야 한다.

## 점토로 인한 연약지반
점토는 투수계수가 작고 공극비가 커서 압밀에 걸리는 시간이 길고, 압밀침하량도 크기 때문에 연약 지반의 원인이 된다. 따라서 점토로 된 연약지반 위에 구조물을 지을 때는 특별히 주의를 기울여야 한다.

## 유토
가소재로서 사용하는 것 중에 찰흙인 유토(油土)가 있다. 인조 찰흙이라고도 한다. 산화아연을 주성분으로 하고 거기에 유황·납, 올리브유 등을 혼합하여 제조한 것이다. 빛깔은 암록색, 황토색, 암적색 등이 있다. 이탈리아제의 유토는 역사도 오래고 잘 연구되어 있다. 질은 조밀하고 한서(寒暑)에 대하여 경연(硬軟)의 차이가 적어서 가장 우수한 것으로 알려져 있다. 유토의 특질은 건조, 균열, 응고 등이 적고 탄력성, 점착력이 있어서 천연의 찰흙보다 조금 가볍다. 항상 일정한 부드러움을 유지하고 있으므로 일부러 반죽할 필요가 없다. 유토의 또 한가지 특징은 즉흥적으로 기분이 내키는 대로 만들 수가 있다. 불완전한 축이라도 충분히 모양을 유지할 수 있다. 대작의 시도나 소품 제작 따위에 가장 적합하다.

## 이소
이소(泥塑)는 찱흙 원형을 완성품으로 하는 건조법에 의하여 조상(造像)하는 것으로서, 이 조상법은 옛 인도에서 만들어져서 서역(西域), 중국의 당대(唐代)에서 성하게 조상된 수법이다. 이 조상법은 형식적으로 목조, 석조의 소재 따위에서 생기는 제약을 파기하였다고도 할 수 있다. 기술적인 특징은 움직임이 있는 자태를 자유로이 만들 수 있다. 그리고 작자 스스로의 손으로 최후까지 자유롭게 의사대로 만들 수 있는 잇점도 있다. 대륙에서 이 수법이 고안되어 성하게 유행한 원인은 전술한 이유와 대륙적인 기후(건조한 공기)가 조상을 오랫동안 보존할 수가 있고, 또한 사실적으로 표현하기가 용이하다는 사실도 이 조상기법을 왕성하게 한 하나의 이유이다.

### 제작
우선 목재로 뼈대를 만들고 거친 밧줄 따위로 뼈대를 감은 후 찰흙이 잘 밀착되도록 축을 만들어 논다. 그 축이 움직이지 않도록 대좌(台座) 부분에 꼭 붙여둔다. 미리 준비된 흙을 진사(辰砂 cinnabar) 또는 쌀겨(粉糖)를 곁들여서 잘 다져낸 찰흙으로 축에 붙이면서 대충 형을 만들어 나간다. 대체적인 형이 생기면 전체를 잘 건조시킨 다음 종이 주사(朱砂)나 운모(雲母)를 섞어서 잘 반죽한 정량(精良)한 찰흙으로 상(像)을 완성하여 간다. 천의(天衣)의 부분이나 손가락끝 따위 세부(細部)가 약한 곳은 동판이나 동선 등을 보강재(補强材)로서 축으로 사용할 수도 있다. 한편 목조로 상의 대체적인 형을 황조(慌彫)하고, 그것을 축으로 하여 상기(上記)한 찰흙을 붙여서 완성시키는 목심조상(木心造像)의 수법도 채용되었다.

## 참고 문헌
- 이인모. 《토질역학의 원리》. 씨아이알.

## 같이 보기
- 흙
- 이암
- 도자기
- 한국도예협회
- 지점토
- 기초
- 다짐 (토질역학)
- 시멘트
- 명개